# زواج باطل
الزواج الباطل هو زواج غير قانوني أو غير صالح بموجب قوانين الولاية القضائية التي تم قيده بها، والزواج الباطل هو الزواج الذي يكون باطلاً وغير صالح من بدايته، ويكون الأمر كما لو أن الزواج لم يتواجد مطلقًا ولا يتطلب إجراءات رسمية لإنهائه."
تعترف معظم الدوائر القضائية بصلاحية الزيجات التي تم تقييدها في دائرة أخرى، وعلى الرغم من ذلك، يجوز ألا تعترف الدائرة التي يسكن بها الطرفان المقبلان على الزواج بشكل طبيعي (وحيث الاعتراف بالزواج لديه تأثيرات ملحوظة) بالزواج من «أجانب» ويجوز أن تعلنه باطل - فعلى سبيل المثال: زواج المثليين والزواج الجماعي وفي عديد الحالات تعدد الزوجات.
ومع ذلك، يكون الزواج الذي يمكن إلغاؤه بخيار أحد الطرفين ما هو فقط إلا زواج قابل للإبطال، بمعنى أنه يخضع للإلغاء إذا نوقش ذلك في المحكمة. ويكون الزواج الذي دخل في حيز حسن النية، ولكن تم اكتشاف لاحقًا أنه باطل، يجوز الاعتراف به كزواج معروف ويكون الأزواج معترفًا بهم كأزواج ذوي حقوق محددة تضمنها لهم التشريع أو القانون العام، على الرغم من كون هذا الزواج في حد ذاته باطلاً.
محتويات [↑]

## نظرة عامة
في العموم، يكون الزواج باطلاً (مقارنة بالزواج الذي يمكن إبطاله) عند الآتي:
- درجة قرابة العصب كلا الطرفين قريبة جدًا - مثل، أخ وأخته أو أحد الوالدين وأبنهما. حيث لدى الدوائر المختلفة قوائم مختلفة من علاقات المحارم المحظورة شرعًا.
- أحد الطرفين ممنوع من الزواج نتيجة لفقدانهم حقوقهم المدنية، مثل إدانته في جريمة.
- طريقة الزواج ممنوعة بالقانون - مثل الزواج المثلي أو الزواج الجماعي.

## قانون نيويورك
بموجب قانون الأحوال الشخصية لولاية نيويورك، تبطُل كافة الزيجات من المحارم، إلا أن ذلك لا يتضمن الزواج من أقرباء في أي درجة:.
§ 5. الزيجات الباطلة والمحرمة. يكون الزواج باطلاً ومحرمًا إذا كان الأقرباء شرعيين أو غير شرعيين بين إما:
1. جد أعلى والمنحدر من سلالته؛
2. أخ وأخت من كلاً من دم واحد أو نصف دم؛
3. عم/خال وابنة الأخ/الأخت أو عمة/خالة وابن أخيها/أختها.
إذا كان الزواج ممنوعًا بموجب البنود السابقة من هذا الجزء وتم وفقًا للمراسم يجب بطلانه...|N.Y. D.R.L., §5 (قانون ولاية نيويورك للأحوال الشخصية)
§ 6. الزيجات الباطلة. يكون الزواج باطلاً كليةً إذا كان التعاقد مع شخص لا يزال زوجها أو زوجته السابقة حيّة، إذا لم يكن:
1. هذا الزواج السابق قد أُلغي أو أُبطل لأي سبب بخلاف زنى هذا الشخص؛ مزودًا، أنه إذا كان سبب بطلان هذا الزواج السابق هو زنى هذا الشخص، يجوز له أو له الزواج مرة أخرى في الحالات الموضحة خلال الجزء الثامن من هذا الفصل ويوجب أن يكون الزواج اللاحق هذا صالحًا؛
3. يتم إلغاء مثل هذا الزواج السابق بموجب الجزء سبعة-أ من هذا الفصل. (وهذا بشأن بطلان الزواج القابل للإبطال) من قانون نيويورك للأحوال الشخصية

## قانون المملكة المتحدة
بموجب قانون المملكة المتحدة، الزواج الباطل هو «الذي يتم اعتباره كأنه لم يحدث مُطلقًا، أيًا كانت الإجراءات التي اتبعها الأشخاص المعنيون.»  بموجب القانون ذو الصلة، قانون القضايا الزوجية لعام 1973:
يكون الزواج باطلاً إذا كان...
الزوجان يربط بينهم درجة قرابة تحرم الزواج (انظر: الزواج). على سبيل المثال، يكون الزواج بين أخ وأخته باطلاً. وليس من المهم ما إذا كان الزوجين يعرفان أن بينهما درجة قرابة وقت عقد الزواج أم لا (قد يبدو ذلك غريبًا ولكنه يحدث في حالات التبني) سواء كان الزوج أو الزوجة أقل من 16 عامًا أم لا، وكذلك إذا لم يتم اتباع الإجراءات الرسمية للزواج كأن يكون الزواج لم ينعقد في مكتب مسجل أو لم يتم إشهاره لعامة الناس.